# Lengdin Corona
La Lengdin Corona è una struttura geologica della superficie di Venere.